# پینک (اکلاهما)
پینک(به انگلیسی: Pink) شهری در ایالت اکلاهما کشور ایالات متحده آمریکا است که جمعیت آن در سرشماری سال ۲۰۱۰ میلادی، ۲٬۰۵۸ نفر بوده‌است.